# 関東進止所領
関東進止所領（かんとうしんししょりょう）とは、鎌倉幕府において、将軍（鎌倉殿）が補任の権限を有していた荘園・公領の所職のこと。関東御成敗地（かんとうごせいばいち）とも称するが、こちらの場合には関東進止所領の他にも関東御領の所領・所職や関東御分国内の在庁官人の官職なども含めた将軍（鎌倉殿）が補任権を持った全ての所領・所職を指す場合もある。

## 概要
関東進止所領の代表的な所職として知られているのは、源頼朝が文治の勅許によって獲得した地頭の補任権である。地頭の先駆は平家政権時代から存在したとする考えがあるものの、日本全国の荘園・公領に地頭を設置する権限が認められたのは頼朝が最初であり、本領安堵・新恩給与を問わず、地頭職の補任は歴代将軍の権限であると考えられていた。また、地頭職以外の所職でも、謀反人や犯罪者から没収された所職はその地位に関わらず、補任の権限は将軍に属しており、それらも関東進止所領と呼ばれた。特に承久の乱において、後鳥羽上皇方について没収された所職の数は相当数に上り、それらの中には関東進止所領として編入されて将軍が御家人を所職に補任することができるようになった。